# Lymantria doreyensis
Lymantria doreyensis este o specie de molii din genul Lymantria, familia Lymantriidae, descrisă de Collenette 1933 Conform Catalogue of Life specia Lymantria doreyensis nu are subspecii cunoscute.